# Micropostega aeneofasciata
Micropostega aeneofasciata är en fjärilsart som beskrevs av Walsingham 1891. Micropostega aeneofasciata ingår i släktet Micropostega och familjen rullvingemalar. Inga underarter finns listade i Catalogue of Life.